# Musée de la poterie de Betschdorf
Le Musée de la poterie de Betschdorf est un musée français situé à Betschdorf (Bas-Rhin), dans le nord de l'Alsace, et consacré à la poterie en grès au sel, dont la couleur dominante est le « gris et bleu » caractéristique des productions locales depuis le XVIIIe siècle.

## Histoire
Les poteries de Betschdorf étaient déjà exposées dans les musées de la région, tels que le Musée alsacien de Strasbourg ou celui de Haguenau, mais en 1982 la localité se dote de son propre musée, abrité dans une maison à colombages du début du XVIIIe siècle.

## Collections

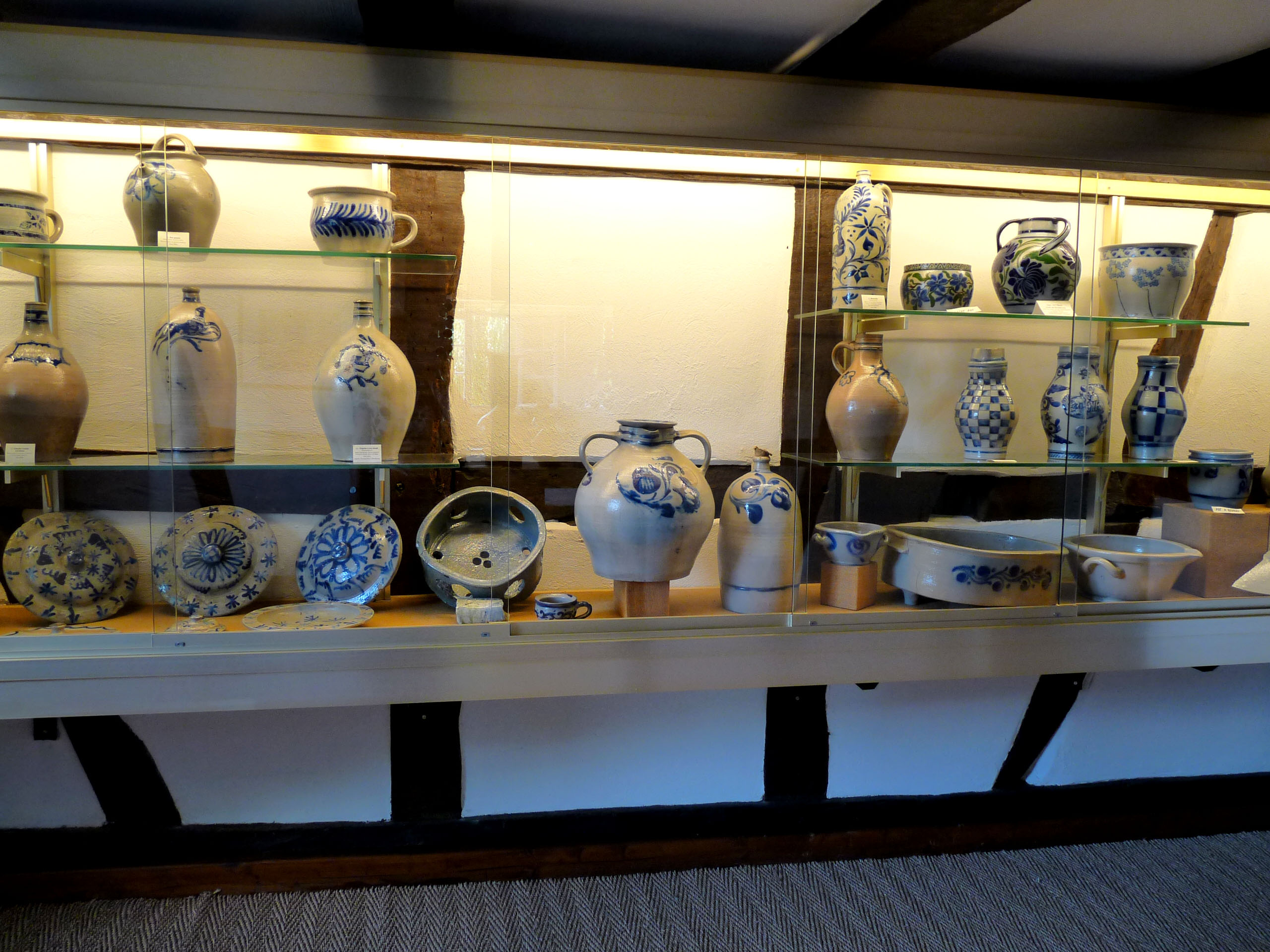
Objets utilitaires traditionnels.